# شناسایی ویژه

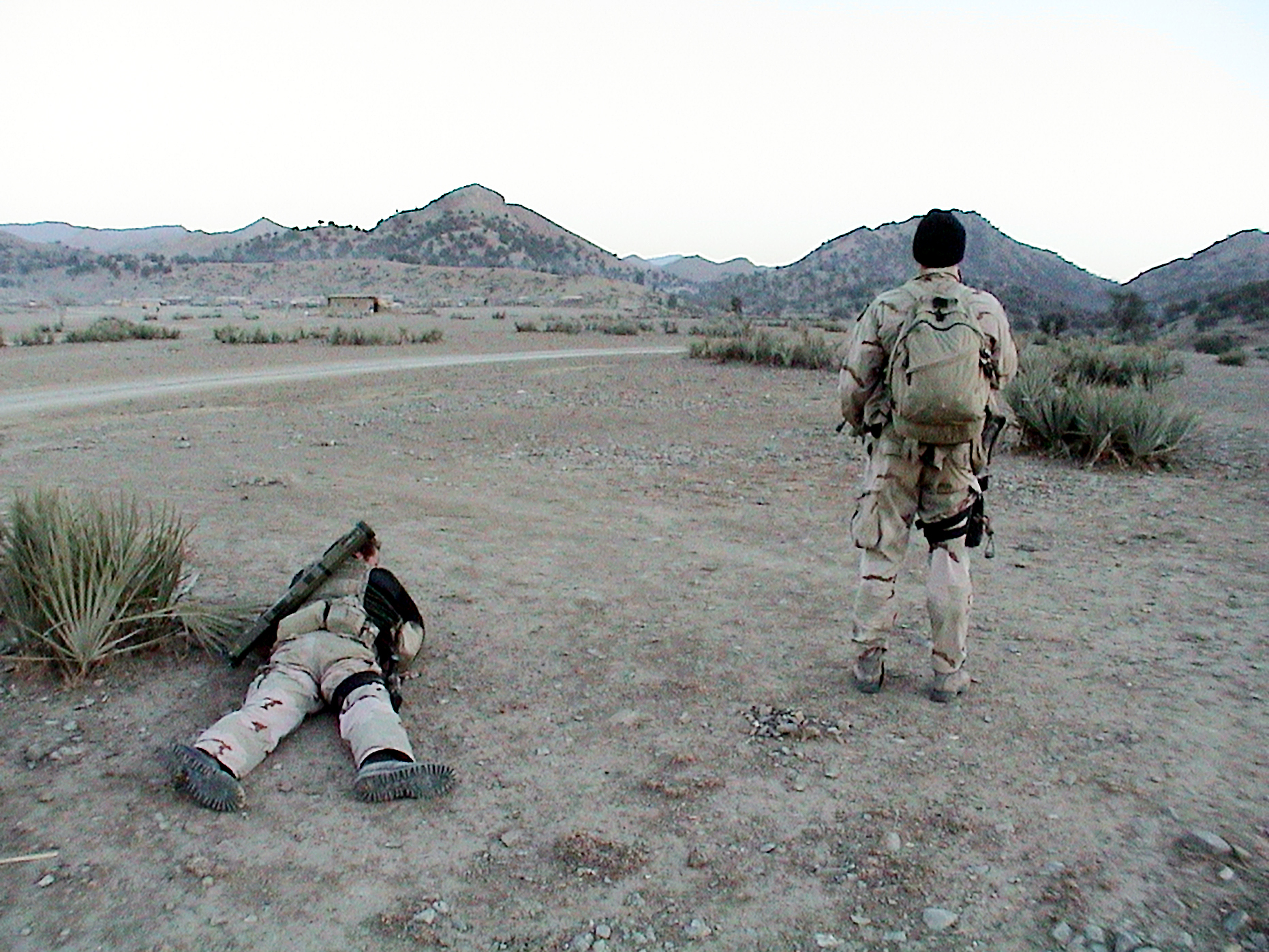
نیروهای ویژه تفنگداران دریایی ایالات متحده در حال انجام عملیات شناسایی ویژه در افغانستان، ۲۰۰۲

شناسایی ویژه (انگلیسی: Special reconnaissance) گونه‌ای عملیات اطلاعاتی نظامی است، که توسط واحدهای کوچک، مانند یک تیم شناسایی، متشکل از پرسنل نظامی بسیار آموزش دیده، اغلب از واحدهای نیروهای ویژه و یا سازمان‌های اطلاعات نظامی انجام می‌شود.
تیم‌های شناسایی ویژه در پشت خطوط دشمن فعالیت می‌کنند و از نبرد مستقیم و شناسایی توسط دشمن اجتناب می‌کنند. به‌عنوان یک نقش، شناسایی ویژه با عملیات کماندویی متمایز است، اما هر دو اغلب توسط واحدهای یکسانی انجام می‌شوند. نقش نیروهای شناسایی ویژه اغلب شامل هدایت مخفیانه حملات هوایی و آتش غیرمستقیم، در مناطقی در عمق خطوط دشمن، قرار دادن حسگرهای کنترل از راه دور و آماده‌سازی برای سایر نیروهای ویژه است. واحدهای شناسایی ویژه مانند سایر نیروهای ویژه، ممکن است عملیات مستقیم و جنگ غیرمتعارف، از جمله عملیات چریکی را نیز انجام دهند.
از نظر اطلاعاتی، شناسایی ویژه یک رشته جمع‌آوری اطلاعات انسانی است. کنترل عملیاتی آن اغلب در داخل یک سلول محفظه‌بندی شده انجام می‌شود. از آنجایی که چنین پرسنلی برای جمع‌آوری اطلاعات و همچنین سایر مأموریت‌ها آموزش دیده‌اند، اغلب ارتباطات مخفی را با سازمان خود حفظ می‌کنند. نیروهای شناسایی ویژه اغلب جلوتر از حتی نزدیک‌ترین واحدهای شناسایی و نظارتی عمل می‌کنند.
در حقوق بین‌الملل، طبق کنوانسیون لاهه ۱۹۰۷، یا کنوانسیون چهارم ژنو ۱۹۴۹، اگر رزمندگان لباس فرم مناسب داشته باشند، صرف نظر از نوع آرایش، عملیات شناسایی ویژه جاسوسی محسوب نمی‌شود. با این حال، برخی از کشورها به این قوانین بین‌المللی احترام نمی‌گذارند.